# Тувинская народно-революционная партия
Тувинская народно-революционная партия (тув. Тьва arat-хuviskaalçь nam), ТНРП (тув. ТAХN) — политическая партия, существовавшая в 1920—1940-е годы в Тувинской Народной республике. Являлась руководящей партией в стране в течение всего периода независимости.

## История
Создана в 1921 году. Первый съезд партии прошёл в марте 1922 года в городе Туране в доме, построенном русским купцом Николаем Ивановичем Бяковым (с 1980 года в здании расположен Туранский историко-революционный музей).
В августе 1927 года VIII съездом ТНРП была поставлена задача создания в ТНР экономических и социальных предпосылок строительства социалистического общества.
В 1928 году партия насчитывала 1458 членов, из которых около 300 членов имели феодальное происхождение.
Во второй половине 1929 года по указанию исполкома Коминтерна в ТНР проводились собрания классовой борьбы и чистка рядов партии от бывших чиновников и лам, занимавших руководящие посты. Так, 16 октября 1929 года на заседании Политбюро партии 16 бывших руководителей партии и правительства (в том числе бывший генеральный секретарь ЦК М. Буян-Бадыргы) лишились своих постов.
На прошедшем вскоре VIII съезде ТНРП (20 сентября — 10 ноября 1929) чистки рядов и радикализация курса партии были продолжены. Генеральным секретарем ЦК ТНРП избран И. Шагдыржап, секретарем — С. Тока (Кол Тывыкы). Съездом было принято решение о конфискации собственности феодалов.
В 1930-е годы ТНРП стала активно развивать связи с международным революционным движением, с ВКП(б). Возглавляемая секретарем ЦК ТНРП С. Тока делегация посетила Донбасс, Днепрострой, Татарскую АССР, Новосибирск и Хакасию. В самой Туве неоднократно бывали посланцы Советского Союза и Монголии.
20 августа 1935 года VII конгресс Коминтерна принял Тувинскую народно-революционную партию в ряды Коминтерна на правах сочувствующей организации.
На XII (внеочередном) съезде ТНРП (апрель 1941 года) была принята новая программа партии, которая стала научно обоснованным руководством в дальнейшем строительстве социализма в ТНР. В частности, в программе говорилось: «Тувинская народно-революционная партия выдвигает в качестве своей основной экономической задачи общий подъём всего народного хозяйства страны, направляемый общегосударственным народно-хозяйственным планом…» На съезде был утвержден Устав партии, построенный на основе Устава ВКП(б). С этого времени ТНРП стала руководствоваться в своей деятельности марксистско-ленинской идеологией.
С 1942 года органом ЦК и Кызылского горкома Тувинской народно-революционной партии и Малого Хурала ТНР стала газета «Тувинская правда». Издавался политико-экономический журнал Центрального Комитета ТНРП «Под знаменем Ленина — Сталина».
По состоянию на июль 1944 года в ТНРП состояло 6807 человек, из них 2168 женщин. Большинство членов партии были аратами.
После вхождения в октябре 1944 года Тувы в состав Советского Союза как автономной области члены Тувинской Народной Революционной Партии не включались в ВКП(б) автоматически: члены ТНРП должны были вновь вступить в состав ВКП(б). 18 октября 1944 года было образовано Бюро Тувинского Обкома ВКП(б), состав которого был предварительно утвержден секретарем ЦК ВКП(б) Г. М. Маленковым. Из 7518 человек в приеме было отказано 3574 (основные причины: политическая пассивность, наличие репрессированных родственников, владение крупной частной собственностью).

## Съезды ТНРП
- I съезд ТНРП (март 1922)
- II съезд ТНРП (июль 1923)
- IV съезд ТНРП (октябрь 1925)
- VII съезд ТНРП (1928)
- VIII съезд ТНРП (20 сентября — 10 ноября 1929)
- IX съезд ТНРП (март 1932)
- XI съезд ТНРП (1939)
- XII съезд ТНРП (апрель 1941, внеочередной)

## Руководители
Генеральный Секретарь
- Лопсан-Осур Маады Далайович (1923)
- Намачын (1921—1923)

Председатель
- Курседи Оюн (9 июля 1923 — 15 марта 1924)

Генеральный Секретарь
- Шагдыр (апрель 1924 — январь 1926)

Первый Секретарь
- Буян-Бадыргы Монгуш (январь 1926 — февраль 1927)
- Амбын-нойон Соднам Балчир (февраль 1927 — январь 1929)
- Шагдыржап, Иргит (январь 1929 — март 1932)

Генеральный Секретарь
- Тока Салчак Калбакхорекович (6 марта 1932 — 11 октября 1944)[10]